# 贾沃哈尔
贾沃哈尔（Jawhar），是印度马哈拉施特拉邦帕尔加尔县的一个城镇。总人口11296（2001年）。

## 人口
该地2001年总人口11296人，其中男性5938人，女性5358人；0—6岁人口1595人，其中男826人，女769人；识字率71.82%，其中男性为77.38%，女性为65.66%。